# 吉尔·奥菲瑟
吉尔·奥菲瑟（英語：Jill Officer，1975年6月2日—），加拿大女子冰壶运动员。她曾代表加拿大获得2014年冬季奥运会女子冰壶比赛金牌。她也曾获得2008年和2018年世界女子冰壶锦标赛冠军。